# Сан Квирико д'Орча
Сан Квирико д'Орча (итал. San Quirico d'Orcia) је насеље у Италији у округу Сијена, региону Тоскана.
Према процени из 2011. у насељу је живело 2467 становника. Насеље се налази на надморској висини од 419 м.

## Становништво
Према резултатима пописа становништва 2011. у општини је живело 2.680 становника.
| 1931. | 1936. | 1951. | 1961. | 1971. | 1981. | 1991. | 2001. | 2011. |
| ----- | ----- | ----- | ----- | ----- | ----- | ----- | ----- | ----- |
| 2.179 | 2.240 | 2.332 | 2.297 | 1.911 | 2.233 | 2.389 | 2.463 | 2.680 |

## Партнерски градови
- Изола дел Ђиљо